# Tone Kropušek
Tone Kropušek, slovenski gospodarstvenik in politik, * 2. november 1928, Zibika, † 22. junij 2017.

## Življenjepis
Zaradi uporništva proti okupatorju so trije člani njegove družine umrli v Auschwitzu, dva pa sta bila ustreljena kot talca v celjskem Starem piskru. Sam se je rosno mlad vlkjučil v NOB  (s partizanskim imenom Došen), najprej je bil kurir v Zidanškovi, nato pa je vodil skojevce Šlandrovi v brigadi.
Sprva je bil zaposlen v gozdarstvu in kasneje v mariborskih političnih organizacijah; v letih 1952−1959 sekretar in nato predsednik centralnega komiteja Ljudske mladine Slovenije. Po diplomi na Visoki šoli za politične vede v Beogradu je leta 1962 postal sekretar (1965 politični sekretar) Mestnega komiteja ZKS Maribor (na V. kongresu ZKS leta 1965 je bil izvoljen tudi v izvršni komite CK ZKS oz.1966 v predsedstvo CK). Odločno se je postavil na stran reformatorjev in pridobil za reformne cilje tudi mariborske gospodarstvenike. V letih 1968-1972 je kot predsedoval Zvezi sindikatov Slovenije, ki jo je iz podružnice jugoslovanskkih sindikatov preoblikoval v samostojen republiški sindikat. V tem času je bil tudi poslanec Zbora narodov v jugoslovanski zvezni skupščini. Leta 1972 je bil kot član najožje skupine Kavčičevih reformatorjev prisiljen umakniti iz javnega političnega življenja in preiti v gospodarstvo. Med 1972 in 1984 je bil tri mandate generalni direktor Hidromontaže v Mariboru, ki je izvajalo najzahtevnejše projekte, vključno z jedrsko elektrarno. Uspešno je uveljavljal sodobne menedžerske prijeme in za uspešno vodenje podjetja (potem je bil še do 1988 njen predstavnik v Berlinu) leta 1983 prejel Kraigherjevo nagrado. Leta 2005 mu je Mestna občina Maribor podelila naziv častnega občana. Dejaven je bil tudi v lovski organizaciji v Mariboru in na nacionalni ravni, za kar je dobil vrsto prizanj.